# Lisa Sparks

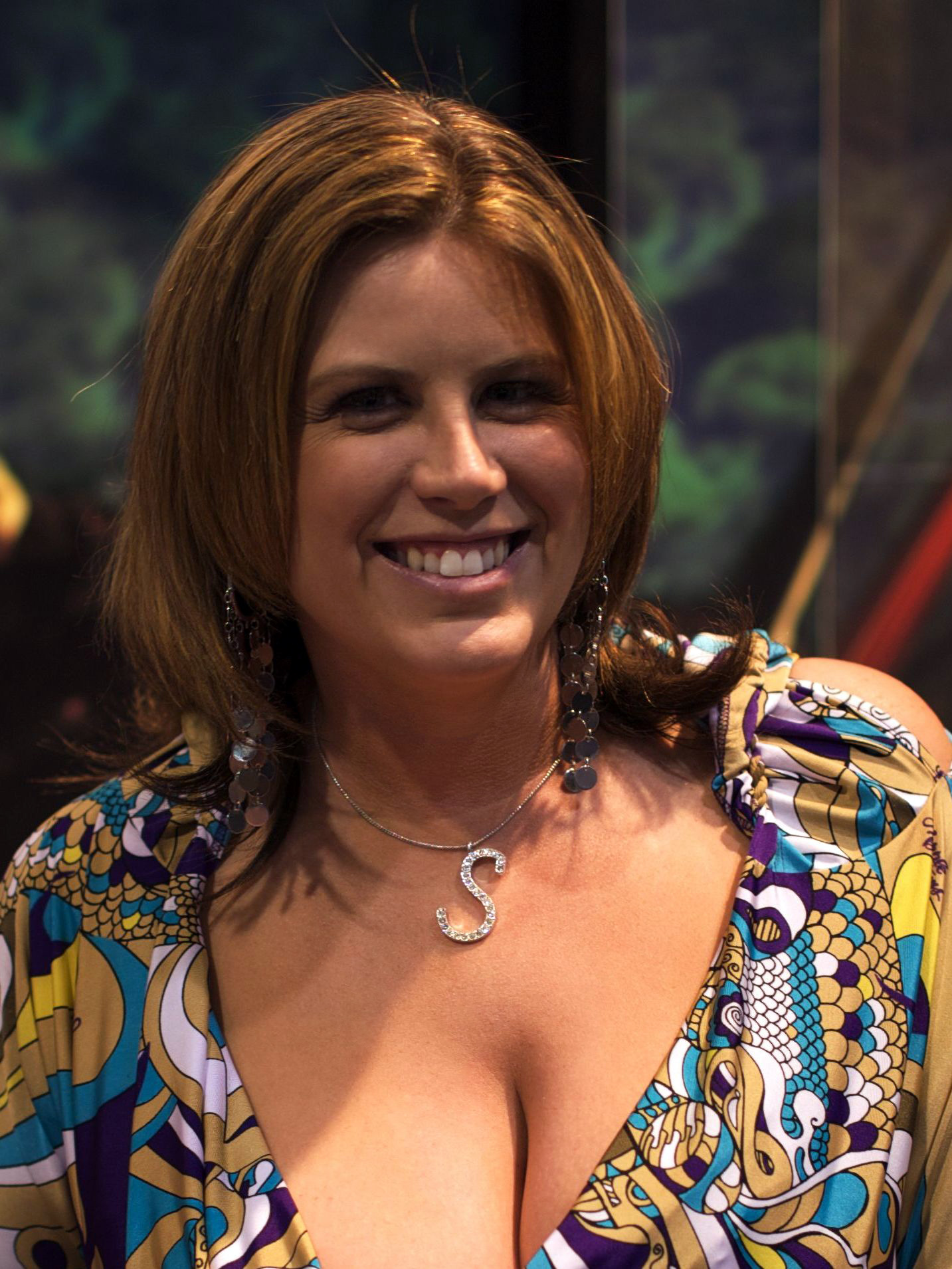
Lisa Sparks

Lisa Sparks (Bowling Green, Kentucky, 1977. október 6. –) amerikai pornószínésznő.
Az 1977. október 6-án született Lisa Sparks világrekordot állított fel, hogy a legtöbb férfival szexelt 24 óra alatt. 919 férfival közösült 2004. október 16-án Lengyelország fővárosában Varsóban. Sparks Bowling Greenben, Kentuckyban született. Mielőtt belépett volna a felnőtt szórakoztató iparba főiskolai tanuló volt. Később művészeti diplomát szerzett multimédiából A Kentucky Egyetemen. A főiskolai évek alatt fodrászként dolgozott, hogy fedezze a költségeit az iskola alatt.
2002-ben lépett be a szakmába, publikálva saját weboldalát a lisasparks.com-ot. 2003-ban jelent meg elsőnek szexfilmben Ed Powers társaságában. A KSEX rádiónál dolgozott, mint házigazda.

## Válogatott filmográfia
- 2011: Sister Wives XXX: A Porn Parody
- 2010: Gigantic Face Smothers 2
- 2009: Masturbation Nation 3
- 2009: Big Ass Fixation 4
- 2009: Naughty Country Girls 3
- 2008: MILF Busters
- 2007: Double Bubble White Booty 1
- 2007: Giant White Greeze Butts 3
- 2007: Gigantic BrickHouse Butts 3
- 2007: Seasoned Players
- 2007: Horny White Mothers 1
- 2007: Thanks for the Mammories 1
- 2006: Thar She Blows
- 2006: Ass Good Ass It Gets
- 2006: Ass Masterpiece, Vol. 2
- 2006: Big Ass Fixation
- 2006: Big Loves
- 2006: Blackzilla Is Splittin’ That Shitter